# 瞎堂慧遠
瞎堂慧遠（かつどう えおん、崇寧2年（1103年）- 淳熙3年1月15日（1176年2月26日））は、中国南宋の臨済宗の僧。号は仏海禅師。俗姓は彭。眉州眉山県金流（現在の四川省楽山市夾江県）の出身。

## 略歴
13歳のとき出家し、はじめ成都の大慈寺で学んだ。のち、成都の昭覚寺の圜悟克勤のもとで頓悟した。圜悟克勤の没後、江南に移った。
孝宗の勅命により、乾道6年（1170年）から臨安の霊隠寺の住職となり、乾道9年（1173年）には孝宗から仏海禅師の号を贈られた。
日本における禅の草分けである覚阿は、瞎堂慧遠に学んだ。また、後に民間伝承の主人公となった済公も瞎堂慧遠の弟子であった。

## 著作
- 『瞎堂慧遠禅師広録』。